# Cody McCormick
Cody McCormick, född 18 april 1983, är en kanadensisk före detta professionell ishockeyspelare och coach. Han är av europeisk och First Nations härkomst, då han härstammar av både Oneida-folket och Ojibwanska förfäder. McCormick är från London, Ontario och spelade för Colorado Avalanche, Buffalo Sabres och Minnesota Wild. Han var även headcoach för Buffalo Beauts i National Women's Hockey League från december 2018 till maj 2019.

## Statistik

### Klubbkarriär
| 1999–00    | Belleville Bulls     | OHL        | 45  | 3  | 4  | 7  | 42  | 9  | 0 | 1 | 1  | 10 |
| 2000–01    | Belleville Bulls     | OHL        | 66  | 7  | 16 | 23 | 135 | 10 | 1 | 1 | 2  | 23 |
| 2001–02    | Belleville Bulls     | OHL        | 63  | 10 | 17 | 27 | 118 | 11 | 2 | 4 | 6  | 24 |
| 2002–03    | Belleville Bulls     | OHL        | 61  | 36 | 33 | 69 | 166 | 7  | 4 | 7 | 11 | 11 |
| 2003–04    | Colorado Avalanche   | NHL        | 44  | 2  | 3  | 5  | 73  | —  | — | — | —  | —  |
| 2003–04    | Hershey Bears        | AHL        | 32  | 3  | 6  | 9  | 60  | —  | — | — | —  | —  |
| 2004–05    | Hershey Bears        | AHL        | 40  | 5  | 6  | 11 | 68  | —  | — | — | —  | —  |
| 2005–06    | Colorado Avalanche   | NHL        | 45  | 4  | 4  | 8  | 29  | —  | — | — | —  | —  |
| 2005–06    | Lowell Lock Monsters | AHL        | 13  | 1  | 6  | 7  | 34  | —  | — | — | —  | —  |
| 2006–07    | Colorado Avalanche   | NHL        | 6   | 0  | 1  | 1  | 6   | —  | — | — | —  | —  |
| 2006–07    | Albany River Rats    | AHL        | 42  | 8  | 8  | 16 | 64  | 5  | 1 | 0 | 1  | 4  |
| 2007–08    | Colorado Avalanche   | NHL        | 40  | 2  | 2  | 4  | 50  | 4  | 0 | 1 | 1  | 7  |
| 2007–08    | Lake Erie Monsters   | AHL        | 13  | 2  | 4  | 6  | 16  | —  | — | — | —  | —  |
| 2008–09    | Colorado Avalanche   | NHL        | 55  | 1  | 11 | 12 | 92  | —  | — | — | —  | —  |
| 2009–10    | Portland Pirates     | AHL        | 66  | 17 | 12 | 29 | 168 | 3  | 0 | 0 | 0  | 9  |
| 2009–10    | Buffalo Sabres       | NHL        | —   | —  | —  | —  | —   | 3  | 0 | 2 | 2  | 14 |
| 2010–11    | Buffalo Sabres       | NHL        | 81  | 8  | 12 | 20 | 142 | 7  | 1 | 0 | 1  | 2  |
| 2011–12    | Buffalo Sabres       | NHL        | 50  | 1  | 3  | 4  | 56  | —  | — | — | —  | —  |
| 2012–13    | Buffalo Sabres       | NHL        | 8   | 0  | 0  | 0  | 10  | —  | — | — | —  | —  |
| 2012–13    | Rochester Americans  | AHL        | 25  | 6  | 5  | 11 | 42  | 3  | 1 | 0 | 1  | 26 |
| 2013–14    | Buffalo Sabres       | NHL        | 29  | 1  | 4  | 5  | 45  | —  | — | — | —  | —  |
| 2013–14    | Minnesota Wild       | NHL        | 14  | 1  | 1  | 2  | 7   | 13 | 1 | 0 | 1  | 14 |
| 2014–15    | Buffalo Sabres       | NHL        | 33  | 1  | 3  | 4  | 40  | —  | — | — | —  | —  |
| NHL totalt | NHL totalt           | NHL totalt | 405 | 21 | 44 | 65 | 550 | 27 | 2 | 3 | 5  | 37 |
| AHL totalt | AHL totalt           | AHL totalt | 231 | 42 | 47 | 89 | 452 | 11 | 2 | 0 | 2  | 39 |